# Morfem
Et morfem er det mindste sproglige element som kan have en meningsbærende funktion.
Morfemteorien blev udviklet efter teorien om det sproglige tegn af Ferdinand de Saussure.
Eksempel: Ordet biler har to morfemer: 'bil' + 'er'. Basismorfemet er 'bil-', og '-er' betyder, at der mindst er to biler. Det vil sige, at '-er' repræsenterer flertal.
Morfemer er ikke det samme som ord, men ord består af et eller flere morfemer. Morfemer opdeles i rod, derivativ (afledningsmorfem) og fleksiv (bøjningsmorfem). I eksemplet er 'bil-' roden og '-er' et fleksiv.

## Typer
Der findes flere slags morfemer:
- rod (Den vigtigste del af ordet. Den del der indeholder betydningen.): bil, sten, gå, lille
- bindemorfemer (normalt e og s [sjældent n] ): børnehave, statsminister[3][4]
- bøjningsmorfem (ændrer ordet form: f.eks.: ental til flertal, ubestemt til bestemt, nutid til datid, 1. grad til 2. grad)
- afledningsmorfem (derivation): danner nye ord fx ved at ændre ordklasse

Morfemer kan kategoriserer efter hvor de er placeret i forhold til roden:
- forled (præfiks): uven, gentage, forening
- efterled (suffiks): forelske => forelskelse, byg => bygning
- infiks står midt i roden